# نشر ریاضی
نشر ریاضی (شماره استاندارد بین‌المللی پیایندها: ۲۸۵۷–۱۰۱۵) از نشریات ادواری مرکز نشر دانشگاهی است که انتشار آن از فروردین ۱۳۶۷ شروع شده است. این نشریه نشریه‌ای علمی-ترویجی در زمینهٔ ریاضیات است و هدف‌اش معرفی پیشرفت‌های جدید ریاضیات، معرفی جنبه‌های کاربردی و فرهنگی و فلسفی ریاضیات، و نیز معرفی کارهای ریاضی‌پژوهان فارسی‌زبان است. این نشریه در ابتدا هر چهار ماه یک بار انتشار می‌یافت اما از سال هفتم به شش ماه یک بار کاهش یافت.
اولین مدیر مسؤولِ نشر ریاضی مهدی بهزاد بوده است و مدیران مسؤول بعدی سیاوش شهشهانی و محمدقاسم وحیدی‌اصل بوده‌اند. محمد اردشیر، غلامرضا برادران خسروشاهی، یحیی تابش، مهدی رجبعلی‌پور، امیدعلی کرم‌زاده، کاوه لاجوردی، و حسین معصومی همدانی از دیگر اعضای هیئت تحریریهٔ نشر ریاضی بوده‌اند. برخی از ریاضی‌دانان برجستهٔ ایرانی خارج از ایران نیز، از جمله حیدر رجوی و عباس عدالت، مقالاتی در نشر ریاضی منتشر کرده‌اند.
انتشار نشر ریاضی در پایان سال نوزدهم متوقف شده است.